# Chrám svatého Michala Archanděla (Inovce)
Chrám svatého Michala Archanděla v Inovci je dřevěný řeckokatolický chrám v obci Inovce v nejvýchodnější části Slovenska v okrese Sobrance. Je to jedna z nejmenších dřevěných cerkví na Slovensku.
Byl postaven v první třetině 19. století (někdy se uvádí rok 1836) a svými rozměry postačil potřebám málo lidnaté obce. Součástí areálu je dřevěná zvonice s jednoduchou, v horní části otevřenou sloupkovou konstrukcí, na svahu za chrámem leží hřbitov a celý areál dotvářejí mohutné lípy.
Z hlediska půdorysu jde o tříprostorový srubový objekt na nízké podezdívce s hrotitě ukončenou svatyní. Loď je postavena na čtvercovém půdorysu, podobně i babinec, nad kterým se vypíná západní věž situovaná do přečnívající střechy a podchycená dřevěnými krakorci. Srub je překrytý velkou valbovou střechou, která sestupuje tak nízko, že okénka na jižní straně musela být vsazena do hluboké niky. Na kovové konstrukci nad svatyní byla osazena menší střešní věžička. Obě věže jsou zakončeny cibulovitými báněmi s tříramennými kovanými kříži. Hlavní vstup vede přes babinec do chrámové lodi, kterou prosvětluje dvojice okének. Interiér svatyně prosvětlují také dvě okénka (na jižní a severovýchodní stěně).
Z důvodu malé výšky i šířky východní stěny lodi, nebylo možné osadit ikonostas s plným ikonografických programem, který je díky tomu neúplný a asymetrický. Vyřezávaná konstrukce ikonostasu s bílo-zlatými carskými dveřmi s medailony Zvěstování a čtyř evangelistů pochází z období vzniku celého chrámu a vyznačuje se netradičním řešením řezbářské dekorace jeho sloupků, jakož i rámů hlavních ikon. Všechny ikony jsou poznamenány vlivem západní malby, podobný charakter má i prestol ve svatyni s ikonou Piety a výjev Ukřižování na stole žertveníku. Při obnově chrámu v 90. letech 20. století došlo k výměně narušených trámů srubu a šindelů valbové střechy.